# 豊洲公園

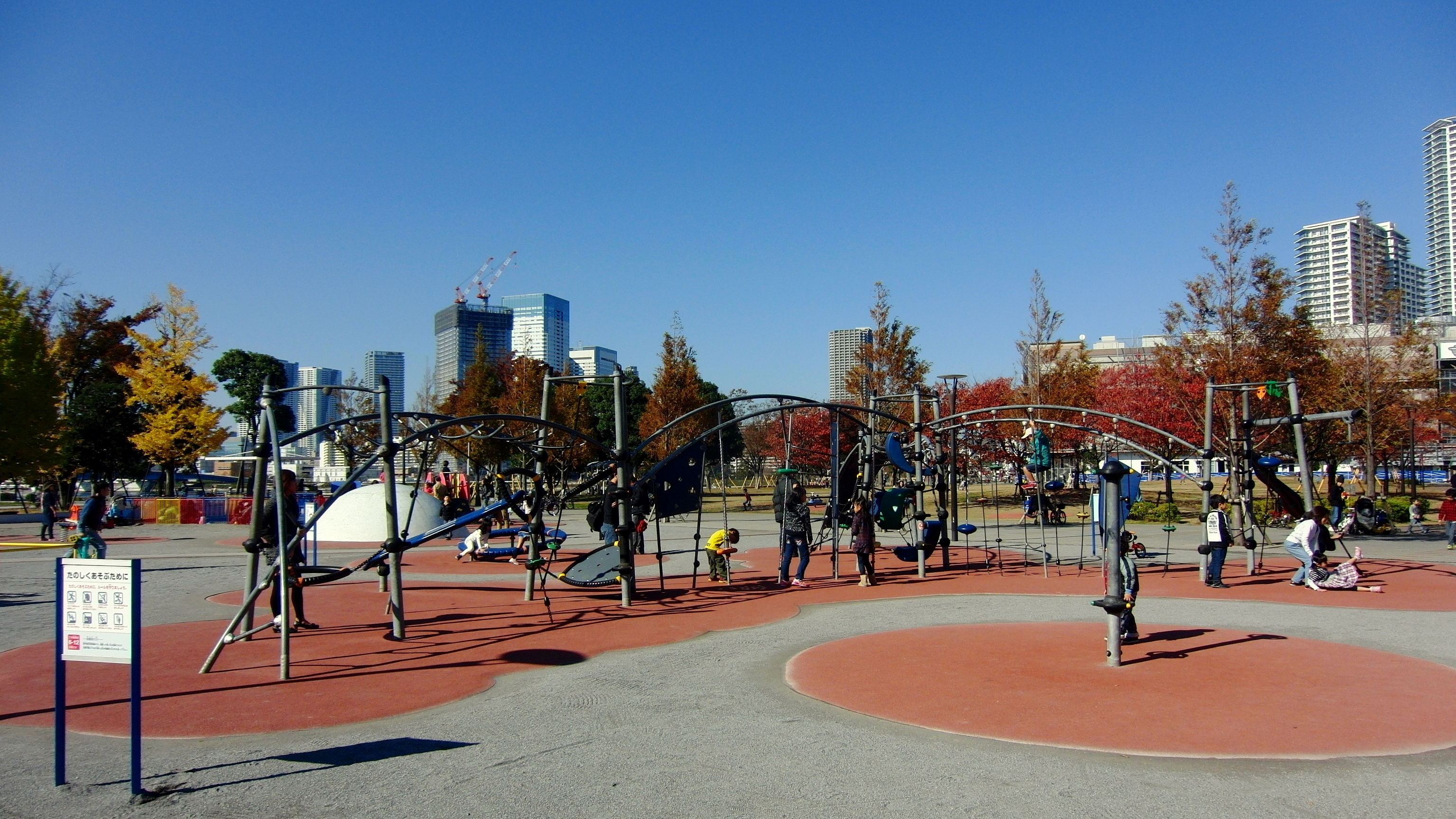
豊洲公園

豊洲公園（とよすこうえん）は、東京都江東区豊洲2丁目にある区立公園である。春海橋公園と隣接する。

## 概要

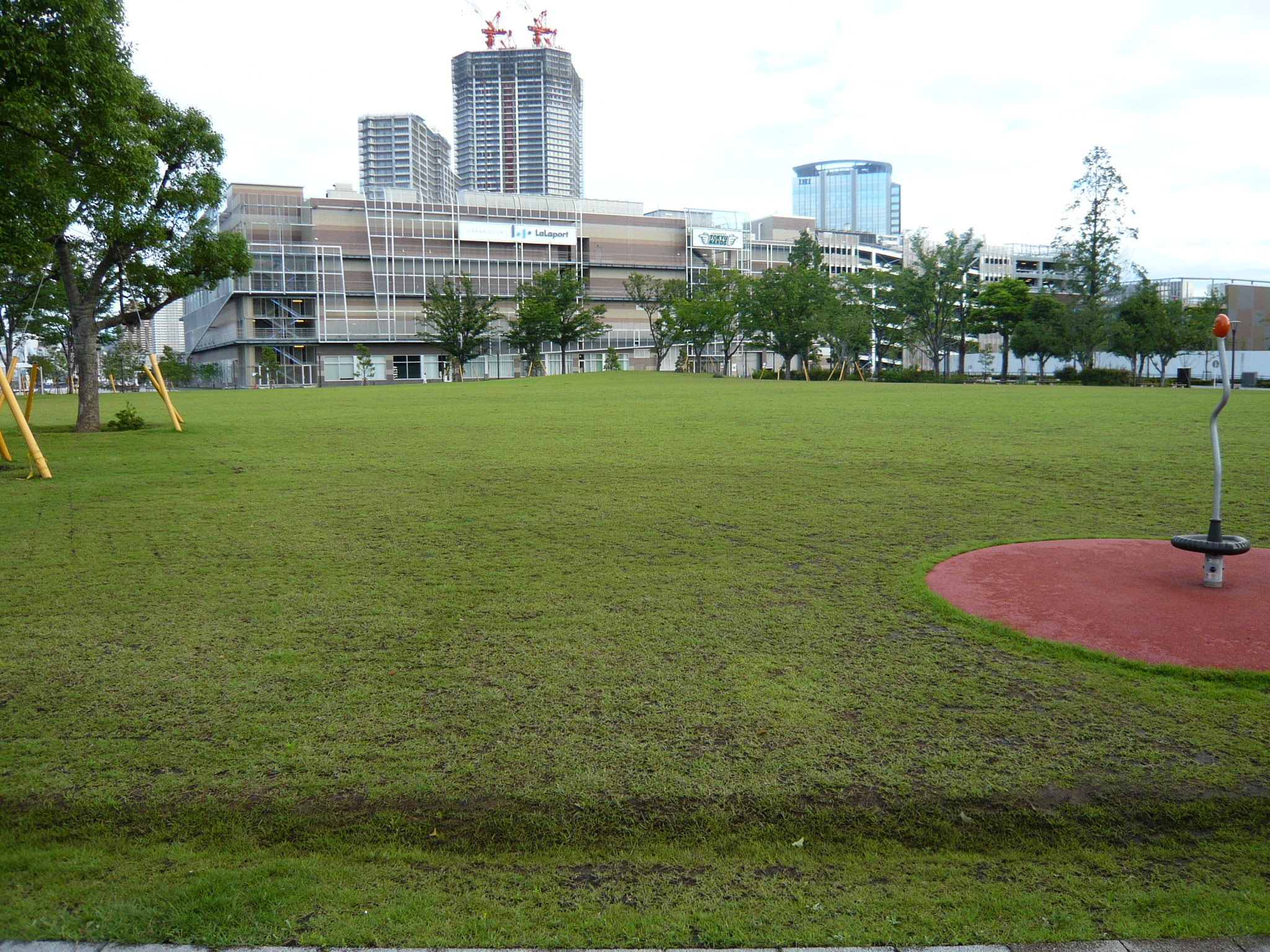
豊洲公園 芝生広場

広大な芝生広場、カラフルな遊具やじゃぶじゃぶ池等が整備された子ども広場、サルスベリ等による花木とモニュメントの広場等から構成される。公園内の樹木は、旧豊洲公園より移植されたものである。造船工場で使われていたイカリやオモリなどがモニュメントとして展示されている。

## 歴史
1961年4月1日、東京都より無償譲渡される形で豊洲2丁目2番18号に開園した。開園当初の面積は22,292.4平方メートル。
豊洲二丁目土地区画整理事業により移転することとなり、2006年4月1日に現在の場所にリニューアルオープンをした。移転後の面積は24300平方メートル。旧豊洲公園の一部は江東区画道路第12号線（交通広場）となった。

## アクセス
- ゆりかもめ豊洲駅から徒歩2分。
- 東京メトロ有楽町線豊洲駅から徒歩3分。